# مسجد قیاس‌لی
مسجد قیاس‌لی (ترکی آذربایجانی: Qiyaslı məscidi) مسجدی است که در روستای قیاس‌لی در شهرستان آغ‌دام واقع شده است. با دستور کابینه جمهوری آذربایجان به تاریخ ۲ اوت ۲۰۰۱ میلادی، این مسجد به عنوان یک بنای معماری با اهمیت محلی تحت حفاظت دولت قرار گرفت (فرمان شماره ۴۰۵۲).

## تاریخ
این مسجد در سده هجدهم میلادی ساخته شده است. در اوایل دهه ۱۹۹۰، در جریان جنگ قره باغ، روستای قیاس‌لی توسط نیروهای مسلح ارمنستان تصرف شد. بر اساس بیانیه توقف خصمانه که در ۲۰ نوامبر ۲۰۲۰ میلادی صورت گرفت، روستای قیاس‌لی از توابع شهرستان آغ‌دام به جمهوری آذربایجان بازگردانده شد.

## نگارخانه

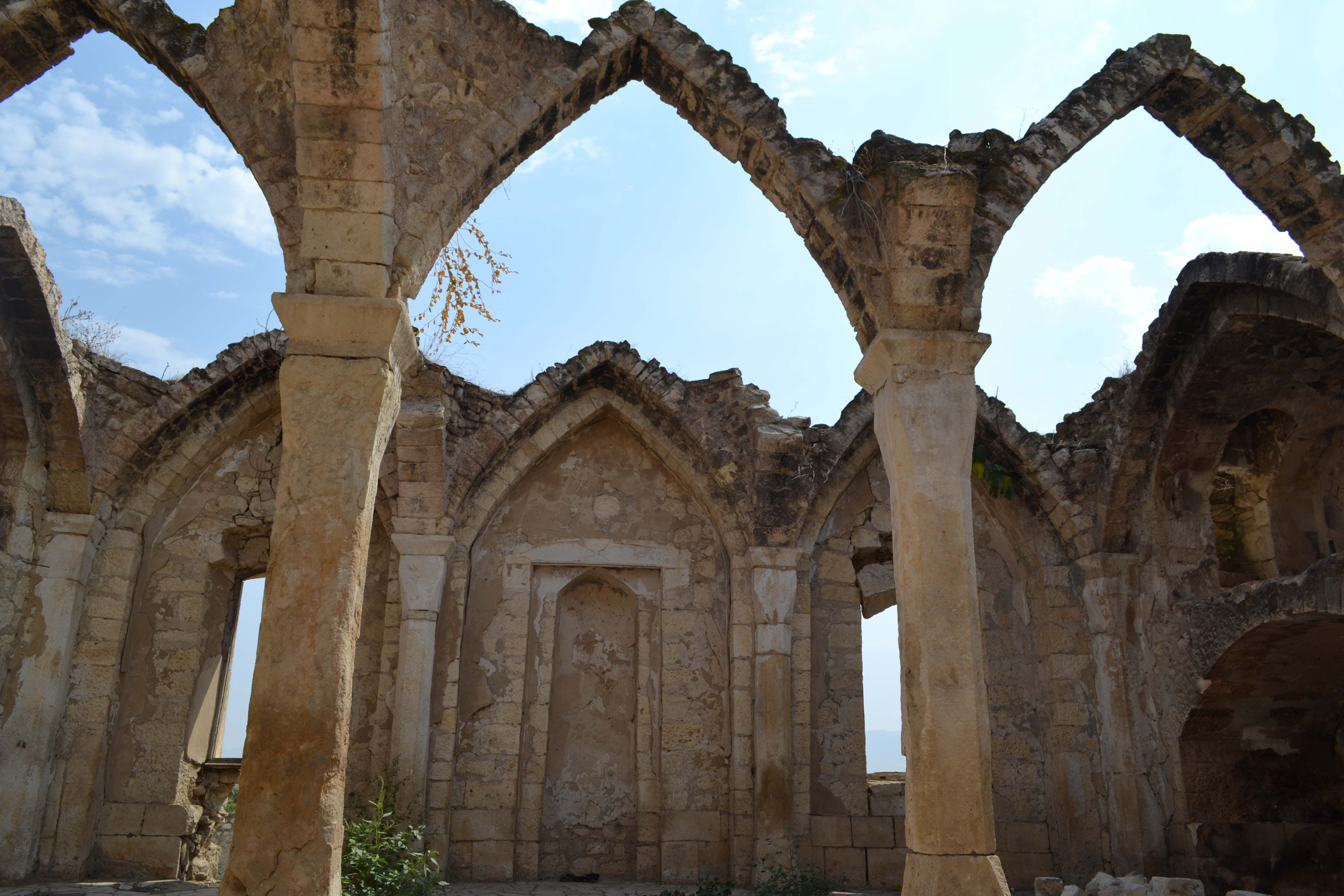
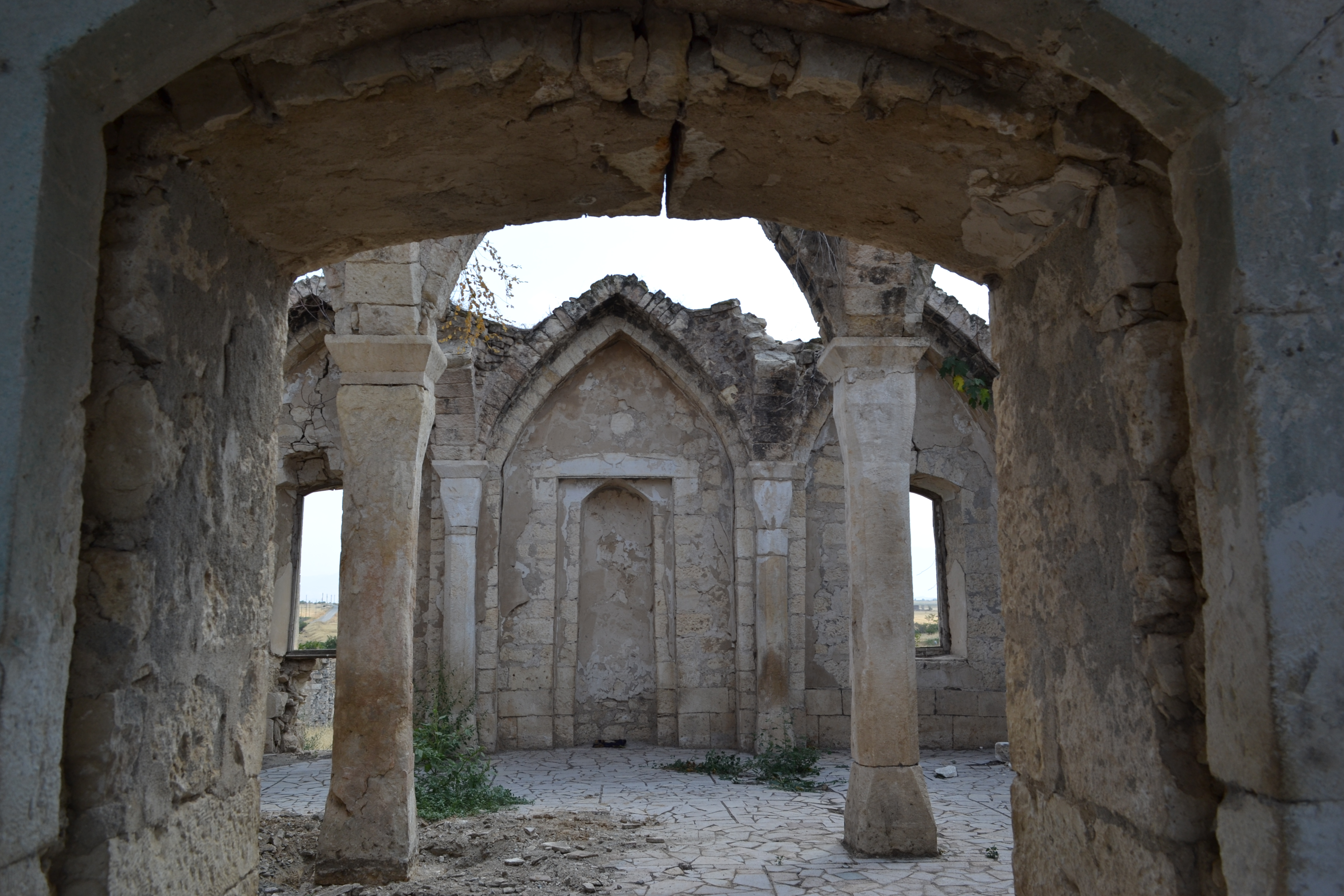
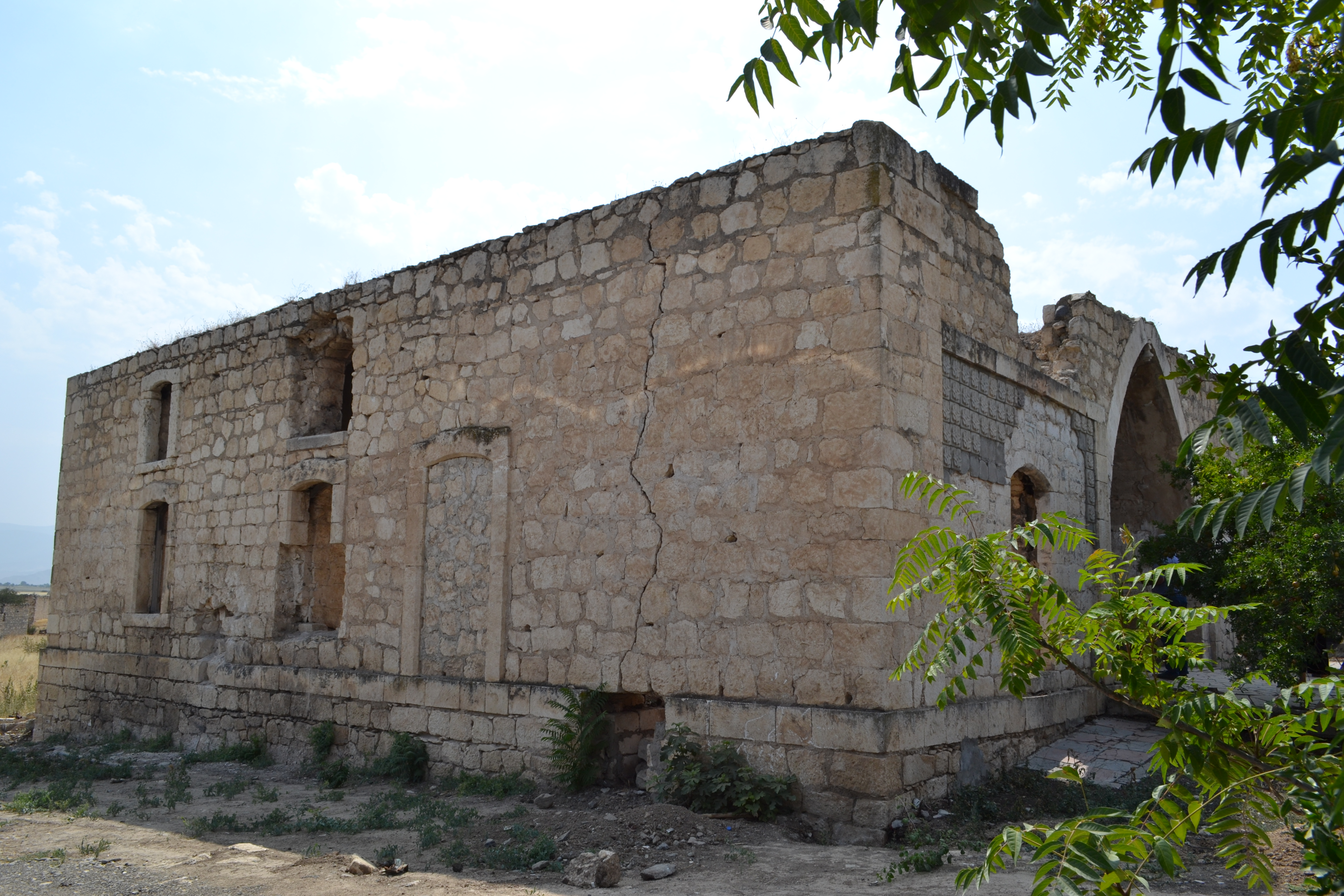
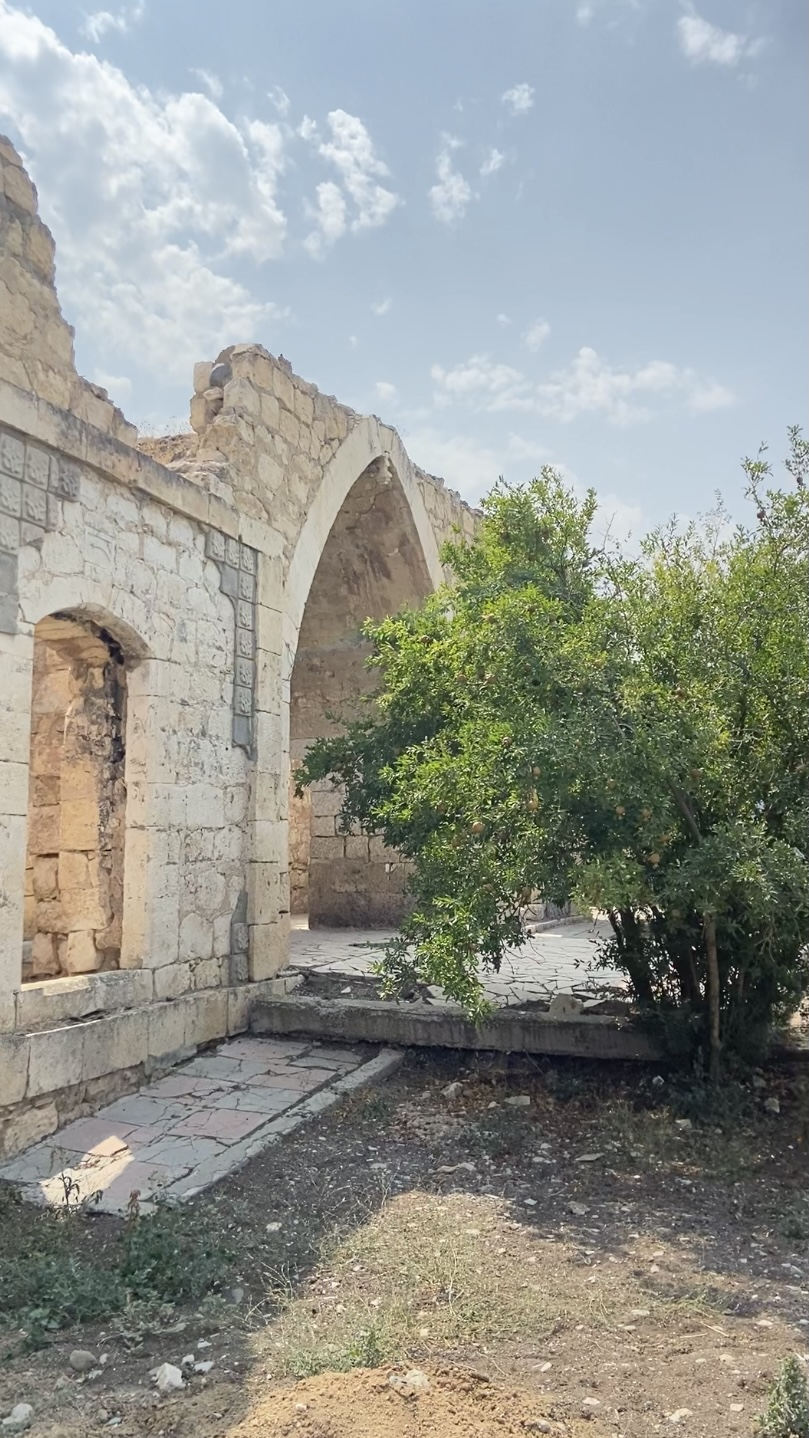